# Mélanie Coste
Mélanie Coste, pseudonimo di Delphine Anne Liliane Dequin (Bordeaux, 31 marzo 1976), è un'ex attrice pornografica francese.
La sua carriera è durata solo due anni, dal 2002 al 2004, ed ha partecipato ad una ventina di film.

## Biografia
L'attrice ha lavorato in un'agenzia di viaggi prima di partecipare, nel 2001, ad un concorso di foto amatoriali per una rivista. Questo le fece guadagnare una serie di scatti col fotografo Christophe Mourthé.
In seguito iniziò una carriera come attrice pornografica. Nel 2002, siglò un contratto di esclusiva per un anno con Marc Dorcel. In precedenza, Dorcel aveva stipulato un contratto simile solo con Laure Sinclair. Non rinnovò il contratto alla scadenza, ed iniziò a lavorare come free lance, soprattutto per Blue One. Nel 2003, ha interpretato il suo ultimo film, a fianco di Tiffany Hopkins: La Menteuse di John B. Root.
Nel 2004 s'innamorò di un animatore televisivo e mise fine alla sua carriera. In seguito ha lavorato per la pubblicazione ad uso maschile FHM (For Him Magazine), su cui ha scritto diversi articoli. Ha poi cessato la sua collaborazione per concentrarsi sul progetto di diventare un'attrice di commedie.

## Riconoscimenti
- 2003 Venus Awards come migliore attrice francese
- 2004 AVN Award nomination – Female Foreign Performer of the Year
- 2005 AVN Award nomination – Female Foreign Performer of the Year

## Filmografia
- Sexualité: mode d'emploi (2000)
- L'Affaire Katsumi (2001)
- Mélanie sex model (2002)
- Marie ou La fascination charnelle (2002)
- Manuela ou L'impossible plaisir (2002)
- Le Journal de Pauline (2002)
- Hôtel particulier (2002)
- Hot Frequence (2002)
- Scandale (2003)
- Une nuit au bordel (2003)
- Le Parfum du désir (2003)
- La Menteuse (2003)
- Mélanie la jouisseuse (2003)
- Hot-Sex à St Tropez (2003)
- Virginie (2003)
- No Limit (2004)
- Une nuit avec Melanie (2004)
- L'éducation de Claire (2004)
- Vengeance brûlante (2005)
- Anal Deluxe Anthology (2006)